# Tragopane
Tragopane oder Satyrhühner bilden innerhalb der Familie der Fasanenartigen die fünf Arten umfassende Gattung Tragopan mit zahlreichen Besonderheiten in Körperbau und Lebensweise.

## Merkmale
Tragopane sind kräftig gebaute Vögel mit kurzem Schnabel. Ihre Flügel sind rundlich, wobei die erste Handschwinge kürzer als die zehnte, und wesentlich kürzer als die zweite ist. Die vierte oder fünfte Handschwinge ist am längsten. Der Schwanz besteht aus 18 Federn und erscheint in der Seitenansicht keilförmig.  Tragopane besitzen einen ausgeprägten Sexualdimorphismus. Die Hähne sind bunt gefärbt, wobei die  Farbtöne Rot, Braun und Schwarz vorherrschen. Das vollständige Adultgefieder wird im zweiten Lebensjahr ausgebildet. Die Hähne besitzen kurze Sporne. Am Kopf tragen sie zu beiden Scheitelseiten durch Schwellkörper aufrichtbare Fleischzapfen, an der Kehle eine latzartige, dünn befiederte und leuchtend gefärbte, schwellfähige Haut. Die Gefiederfarbe der Weibchen wird von Brauntönen dominiert.

## Verbreitung und Lebensraum
Dichte, feuchte Gebirgswälder in Höhen zwischen 1000 und 4000 Metern bilden den bevorzugten Lebensraum der Tragopane. Ihr Verbreitungsgebiet erstreckt sich vom Himalaya bis zu den Gebirgen Nord-Myanmars sowie Zentral- und Süd-Chinas.

## Lebensweise
Tragopane leben paarweise. Sie sind sehr scheu, wachsam und in ihrem Lebensraum schwierig zu entdecken. Tragopane halten sich häufig im Geäst von Bäumen auf, wo sie nicht nur nach Nahrung suchen, sondern auch brüten. Die Henne übernimmt den Bau des Nestes, welches mit Zweigen und Blättern ausgekleidet wird. Gelegentlich werden auch verlassene Krähen- oder Greifvogelhorste genutzt. Die Hähne beginnen im März zu balzen. Dabei werden kurzzeitig die hornartigen Fleischzapfen sowie der Kehllatz zur Schau gestellt. Die Henne legt im Abstand von jeweils zwei Tagen insgesamt drei bis sechs cremefarbene, braun gesprenkelte Eier, aus denen nach 28 Tagen Bebrütung durch das Weibchen Küken mit verhältnismäßig weit entwickelten Flügeln schlüpfen. Die Nahrung der Tragopane besteht überwiegend aus Pflanzenteilen wie Knospen und Blättern. In geringeren Mengen werden auch Beeren, Sämereien und Insekten aufgenommen.

## Arten
Es werden fünf Arten unterschieden:

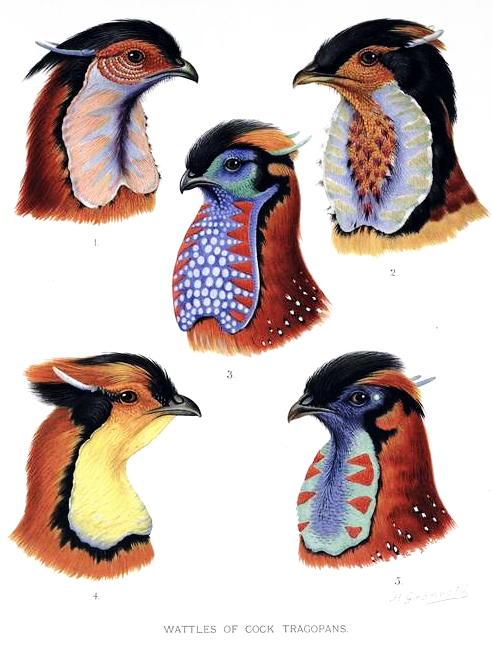
1 Schwarzkopftragopan, 2 Cabottragopan, 3 Temmincktragopan, 4 Blythtragopan, 5 Satyrtragopan

- Schwarzkopftragopan (Tragopan melanocephalus)
- Cabottragopan (Tragopan caboti)
- Temmincktragopan (Tragopan temminckii)
- Blythtragopan (Tragopan blythii)
- Satyrtragopan (Tragopan satyra)

## Haltung in Menschenhand
Alle fünf Arten wurden zwischen 1864 und 1882 durch W. Jamrach erstmals nach Europa eingeführt. Alle Arten konnten bereits erfolgreich nachgezogen werden. Satyr- und Temmincktragopan werden heute relativ häufig gehalten. Nachzuchttiere können ihrem Pfleger gegenüber recht zutraulich werden.